# Luis Vicente Otin
Luis Vicente Otin, nacido el 13 de mayo de 1959 en la localidad navarra de Leiza (España), es un ex ciclista profesional entre los años 1981 y 1989, durante los que logró dos victorias.
Debutó en el equipo navarro Reynolds. Su única victoria profesional llegó en su segundo año como profesional en la Vuelta a los Valles Mineros de 1982. Tras retirarse al finalizar el año 1985 por un problema cardiaco, siguió muy unido a la práctica ciclista, redebutando nuevamente en el año 1989 en el seno del modesto equipo Puertas Mavisa. No obstante al finalizar la temporada optó por la retirada definitiva.
Ha seguido ligado al ciclismo en la labor de director deportivo de diferentes equipos aficionados navarros. Actualmente, dirige al Telco.m Ederlan Frenkit.

## Palmarés
1980
- 2º de la Clasificación General de la Vuelta a Navarra

1982
- Vuelta a los Valles Mineros, más 1 etapa

## Resultados en Grandes Vueltas y Campeonato del Mundo
Durante su carrera deportiva ha conseguido los siguientes puestos en las Grandes Vueltas y en los Campeonatos del Mundo en carretera:
| Carrera         | 1981 | 1982 | 1983 | 1984 | 1985  | 1986 |
| --------------- | ---- | ---- | ---- | ---- | ----- | ---- |
| Giro de Italia  | -    | -    | -    | -    | -     | -    |
| Tour de Francia | -    | -    | -    | -    | 107.º | -    |
| Vuelta a España | Ab.  | 23.º | -    | 27.º | -     | -    |
| Mundial en Ruta | -    | -    | -    | -    | -     | -    |

-: No participa

Ab.: Abandono

## Equipos
- Reynolds (1981)
- Hueso (1982-1983)
- Orbea (1984)
- MG Orbea (1985)
- Puertas Mavisa (1989)